# Badimo

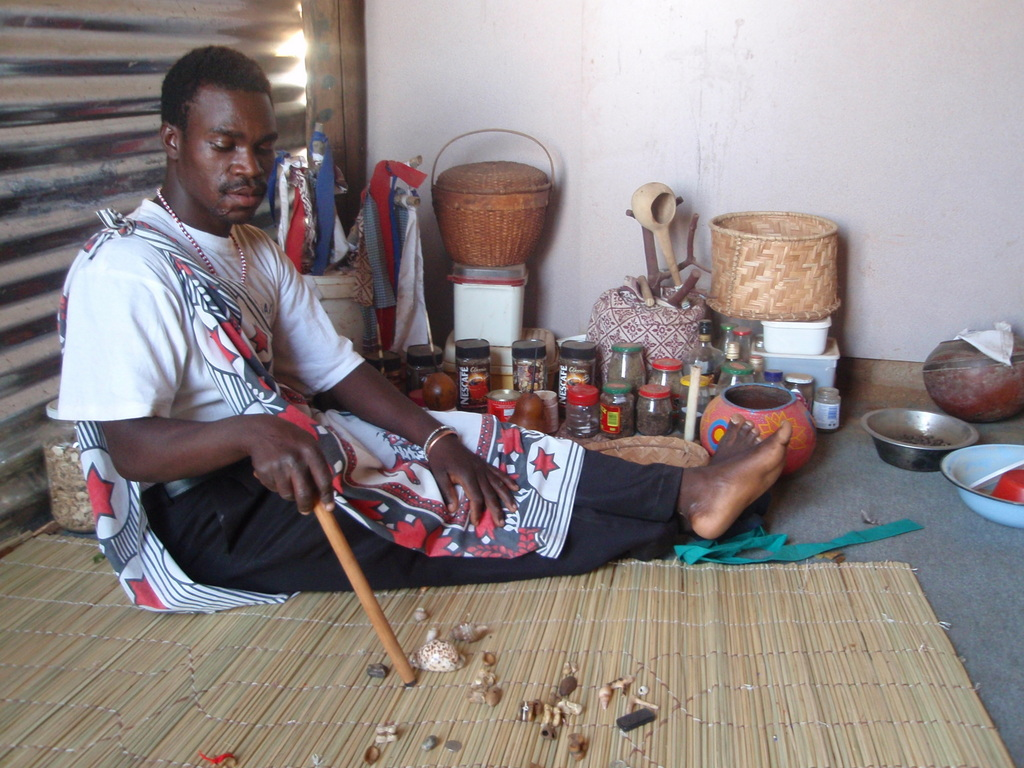
Sangoma contactando con los espíritus del Badimo mediante huesos de adivinación

Badimo (Setsuana badimo, literalmente "antepasados") es un nombre para la Religión Tradicional africana indígena de Botsuana.  A pesar de que el CIA World Factbook declara que seis por ciento de los Botsuanas son practicantes, en realidad una gran mayoría en Botsuana sigue al menos alguna de las tradiciones consideradas Badimo, incluso si son fervientes seguidores de otra religión también.
El término "Badimo", a pesar de que es normalmente traducido como "antepasados",  no se refiere simplemente a personas que ahora están muertas, sino a los "muertos vivientes". En la manera tradicional africana de ver las cosas, los antepasados difuntos continúan estando presentes y son activamente incluidos en la vida diaria de individuos y tribus.